# Mistrzostwa Świata w Lekkoatletyce 1995 – bieg na 200 m kobiet
Bieg na 200 m kobiet – jedna z konkurencji rozgrywanych podczas mistrzostw świata w lekkoatletyce w 1995. Eliminacje odbyły się 9 sierpnia, natomiast półfinały i finał rozegrano 10 sierpnia.
Do konkursu zgłoszonych zostało 37 zawodniczek z 24 państw.
Zawody w tej konkurencji wygrała reprezentantka Jamajki Merlene Ottey. Drugą pozycję zajęła zawodniczka z Rosji Irina Priwałowa, trzecią zaś reprezentująca także Rosję Galina Malczugina.
Najlepszy wynik w finale konkursu biegu na 200 m kobiet (21,77 s) osiągnęła reprezentantka Stanów Zjednoczonych Gwen Torrence, ale została zdyskwalifikowana za przekroczenie linii swojego toru.

## Wyniki

### Eliminacje
Bieg 1
| Miejsce | Zawodniczka           | Państwo             | Wynik |
| ------- | --------------------- | ------------------- | ----- |
| 1.      | Merlene Ottey         | Jamajka             | 22,55 |
| 2.      | Marina Tradienkowa    | Rosja               | 22,69 |
| 3.      | Carlette Guidry-White | Stany Zjednoczone   | 22,71 |
| 4.      | Erika Suchovská       | Czechy              | 23,13 |
| 5.      | Wiktorija Fomenko     | Ukraina             | 23,18 |
| 6.      | Heather Samuel        | Antyle Holenderskie | 23,64 |
| 7.      | Wang Huei-chen        | Chińskie Tajpej     | 23,77 |

Bieg 2
| Miejsce | Zawodniczka             | Państwo           | Wynik |
| ------- | ----------------------- | ----------------- | ----- |
| 1.      | Mary Onyali-Omagbemi    | Nigeria           | 22,59 |
| 2.      | Celena Mondie-Milner    | Stany Zjednoczone | 22,90 |
| 3.      | Cathy Freeman           | Australia         | 22,90 |
| 4.      | Żanna Pintusewycz-Block | Ukraina           | 23,30 |
| 5.      | Patricia Rodríguez      | Kolumbia          | 23,67 |
| 6.      | Nora Iwanowa            | Bułgaria          | 23,98 |
| 7.      | Kaltouma Nadjina        | Czad              | 24,57 |
| –       | Susanthika Jayasinghe   | Sri Lanka         | DSQ   |

Bieg 3
| Miejsce | Zawodniczka       | Państwo           | Wynik |
| ------- | ----------------- | ----------------- | ----- |
| 1.      | Irina Priwałowa   | Rosja             | 22,23 |
| 2.      | Silke-Beate Knoll | Niemcy            | 22,46 |
| 3.      | Paula Dunn        | Wielka Brytania   | 22,95 |
| 4.      | Petja Pendarewa   | Bułgaria          | 22,96 |
| 5.      | Savatheda Fynes   | Bahamy            | 23,01 |
| 6.      | Maguy Nestoret    | Francja           | 23,16 |
| –       | Heide Seyerling   | Południowa Afryka | DSQ   |

Bieg 4
| Miejsce | Zawodniczka              | Państwo   | Wynik |
| ------- | ------------------------ | --------- | ----- |
| 1.      | Galina Malczugina        | Rosja     | 22,46 |
| 2.      | Melinda Gainsford-Taylor | Australia | 22,71 |
| 3.      | Silke Lichtenhagen       | Niemcy    | 23,19 |
| 4.      | Sanna Kyllönen           | Finlandia | 23,20 |
| 5.      | Natalla Safronnikawa     | Białoruś  | 23,33 |
| 6.      | Debbie Ferguson-McKenzie | Bahamy    | 23,33 |
| 7.      | Dora Kiriaku             | Cypr      | 23,77 |
| 8.      | Marcela Tiscornia        | Urugwaj   | 24,39 |

Bieg 5
| Miejsce | Zawodniczka        | Państwo           | Wynik |
| ------- | ------------------ | ----------------- | ----- |
| 1.      | Gwen Torrence      | Stany Zjednoczone | 22,61 |
| 2.      | Beverly McDonald   | Jamajka           | 22,74 |
| 3.      | Melanie Paschke    | Niemcy            | 22,81 |
| 4.      | Złatka Georgiewa   | Bułgaria          | 22,95 |
| 5.      | Ekaterini Kofa     | Grecja            | 23,16 |
| 6.      | Maia Azaraszwili   | Gruzja            | 23,18 |
| 7.      | Damayanthi Dharsha | Sri Lanka         | 23,45 |

### Półfinały
Bieg 1
| Miejsce | Zawodniczka              | Państwo           | Wynik |
| ------- | ------------------------ | ----------------- | ----- |
| 1.      | Irina Priwałowa          | Rosja             | 22,18 |
| 2.      | Gwen Torrence            | Stany Zjednoczone | 22,25 |
| 3.      | Mary Onyali-Omagbemi     | Nigeria           | 22,58 |
| 4.      | Melanie Paschke          | Niemcy            | 22,60 |
| 5.      | Melinda Gainsford-Taylor | Australia         | 22,61 |
| 6.      | Beverly McDonald         | Jamajka           | 22,91 |
| 7.      | Petja Pendarewa          | Bułgaria          | 22,92 |
| 8.      | Paula Dunn               | Wielka Brytania   | 23,03 |

Bieg 2
| Miejsce | Zawodniczka           | Państwo           | Wynik |
| ------- | --------------------- | ----------------- | ----- |
| 1.      | Merlene Ottey         | Jamajka           | 22,25 |
| 2.      | Galina Malczugina     | Rosja             | 22,45 |
| 3.      | Silke-Beate Knoll     | Niemcy            | 22,57 |
| 4.      | Marina Tradienkowa    | Rosja             | 22,71 |
| 5.      | Cathy Freeman         | Australia         | 22,82 |
| 6.      | Carlette Guidry-White | Stany Zjednoczone | 22,91 |
| 7.      | Złatka Georgiewa      | Bułgaria          | 22,98 |
| 8.      | Celena Mondie-Milner  | Stany Zjednoczone | 23,33 |

### Finał
| Miejsce | Zawodniczka          | Państwo           | Wynik |
| ------- | -------------------- | ----------------- | ----- |
| 01 !    | Merlene Ottey        | Jamajka           | 22,12 |
| 02 !    | Irina Priwałowa      | Rosja             | 22,12 |
| 03 !    | Galina Malczugina    | Rosja             | 22,37 |
| 4.      | Melanie Paschke      | Niemcy            | 22,60 |
| 5.      | Silke-Beate Knoll    | Niemcy            | 22,66 |
| 6.      | Mary Onyali-Omagbemi | Nigeria           | 22,71 |
| 7.      | Marina Tradienkowa   | Rosja             | 22,84 |
| –       | Gwen Torrence        | Stany Zjednoczone | DSQ   |